# Аркадіуш Гловацький
Аркадіуш Рафал Гловацький (пол. Arkadiusz Rafał Głowacki; 13 березня 1979, Познань, Польща) — польський футболіст, захисник. 
Виступав, зокрема за турецький футбольний клуб «Трабзонспор» та збірну Польщі.

## Титули і досягнення
- Чемпіон Польщі (6):

«Вісла»: 2000-01, 2002-03, 2003-04, 2004-05, 2007-08, 2008-09
- Володар Кубка Польщі (2):

«Вісла»: 2001-02, 2002-03
- Володар Кубок Польської Ліги (1):

«Вісла»: 2001
- Володар Суперкубка Польщі (1):

«Вісла»: 2001
- Володар Суперкубка Туреччини (1):

«Трабзонспор»: 2010